# Metopius turcestanicus
Metopius turcestanicus là một loài tò vò trong họ Ichneumonidae.